# Ratownik wodny pływalni
Ratownik wodny pływalni – dawny stopień zawodowego ratownictwa wodnego.
Ustawą o bezpieczeństwie osób przebywających na obszarach wodnych od 1 stycznia 2012 wprowadzono tylko jedno uprawnienie – ratownik wodny, obowiązujące na każdym akwenie, zastępując wszystkie istniejące uprawnienia z zakresu ratownictwa wodnego.

## Uprawnienia ratownika wodnego pływalni (do 2012)
Ratownik wodny pływalni może:
- pełnić funkcje ratownika
- prowadzić interwencje i akcje ratownicze
- udzielać kwalifikowanej pierwszej pomocy
- podejmować działania profilaktyczne i prewencyjne.

## Warunki i wymagania szczegółowe dla kandydatów na ratownika wodnego
- ukończony 18. rok życia
- posiadanie stopnia ratownika WOPR
- ukończenie kursu Kwalifikowanej Pierwszej Pomocy i uzyskaniu tytułu ratownika w rozumieniu ustawy o Państwowym Ratownictwie Medycznym
- posiadanie ważnej legitymacji członka WOPR z poświadczeniem lekarskim o zdolności do pracy w charakterze ratownika na dany rok kalendarzowy
- posiadanie jednego patentu lub uprawnienia przydatnego w ratownictwie wodnym
- udokumentowane odbycie 100 godzin stażu ratownika WOPR, w tym 50 godzin na pływalni lub parku wodnym